# (16632) 1993 OH4
A (16632) 1993 OH4 a Naprendszer kisbolygóövében található aszteroida. Eric Walter Elst fedezte fel 1993. július 20-án.